# Liste der Stolpersteine in Jüchen
Die Liste der Stolpersteine in Jüchen enthält die Stolpersteine, die im Rahmen des gleichnamigen Kunst-Projekts von Gunter Demnig in Jüchen verlegt wurden. Mit ihnen soll an die Opfer des Nationalsozialismus erinnert werden, die in Jüchen lebten und wirkten.

## Liste der Stolpersteine
| Name                    | Adresse                   | Bild | Inschrift | Verlegedatum | Biografie und Anmerkungen |  |
| ----------------------- | ------------------------- | --- | --- | ------------ | --- |  |
| Alex Levi               | Bahnhofstraße 63 ·        | Bild gesucht Der Benutzer GeorgDerReisende ( Diskussion ) wünscht sich an dieser Stelle ein Bild vom Ort mit diesen Koordinaten 51.102693 6.46429 . Motiv: Bahnhofstraße 63: Stolperstein für die Familien Levi und Falkenstein, die Lage und das Haus Falls du dabei helfen möchtest, erklärt die Anleitung , wie das geht. BW                                    | Hier wohnte Alex Levi Jg. 1910 Deportiert 1942 Izbica Ermordet                                                                                         | 15.02.2016   | Alex Levi wurde am 19.03.1910 als Sohn von Jacob Levi (14.07.1883) und Fanny Levi, geb. Cahn (*29.07.1885) in Mönchengladbach geboren. Alex heiratete Erna Falkenstein (*01.06.1907), aus der Ehe ging ein Sohn hervor: Joachim (*24.12.1936). Alex war vom 13.03.-05.04.1939 in Dachau in Schutzhaft genommen worden, am 21.04.1942 wurde die gesamte Familie Levi über Düsseldorf ins Ghetto Izbica deportiert, wo alle verschollen sind. In Mönchengladbach wurde am 18.12.2017 ein weiterer Stolperstein für Alex verlegt. |  |
| Erna Johanna Levi       | Bahnhofstraße 63 ·        | | Hier wohnte Erna Johanna Levi Geb. Falkenstein Jg. 1907 Deportiert 1942 Izbica Ermordet                                                                | 15.02.2016   | Erna Falkenstein wurde am 01.06.1907 als Tochter von Dagobert Falkenstein (*13.12.1877 in Hochneukirch, +23.07.1939 ebenda) und Paula Falkenstein, geb. Levy in Hochneukirch geboren, ein Bruder (Fritz) ist bekannt. Erna heiratete Alex Levi (*19.03.1910), aus der Ehe ging ein Sohn hervor: Joachim (*24.12.1936). Am 21.04.1942 wurde die gesamte Familie Levi über Düsseldorf ins Ghetto Izbica deportiert, wo alle verschollen sind. In Mönchengladbach wurde am 18.12.2017 ein weiterer Stolperstein für Erna verlegt. |  |
| Joachim Levi            | Bahnhofstraße 63 ·        | | Hier wohnte Joachim Levi Jg. 1936 Deportiert 1942 Izbica Ermordet                                                                                      | 15.02.2016   | Joachim Levi wurde am 24.12.1936 als Sohn von Alex Levi (*19.03.1910) und Erna Levi, geb. Falkenstein (*01.06.1907) in Mönchengladbach geboren. Am 21.04.1942 wurde die gesamte Familie Levi über Düsseldorf ins Ghetto Izbica deportiert, wo alle verschollen sind. In Mönchengladbach wurde am 18.12.2017 ein weiterer Stolperstein für Joachim verlegt. |  |
| Fritz Falkenstein       | Bahnhofstraße 63 ·        | | Hier wohnte Fritz Falkenstein Jg. 1912 Flucht 1939 Luxemburg USA                                                                                       | 15.02.2016   | Fritz Falkenstein wurde am 24.06.1912 als Sohn von Dagobert Falkenstein und seiner Ehefrau Paula Falkenstein, geb. Levy in Hochneukirch geboren, eine Schwester (Erna) ist bekannt. Er heiratete Marta Bermann, ein Sohn (David Bernard) ist bekannt. Die Familie konnte im Jahr 1939 über Luxemburg in die USA fliehen, wo Fritz am 03.01.1993 in New York verstarb. Seit November 2012 erinnert die Falkensteinstraße in Jüchen an die Familie Falkenstein. |  |
| Marta Falkenstein       | Bahnhofstraße 63 ·        | | Hier wohnte Marta Falkenstein Geb. Bermann Jg. 1914 Flucht 1939 Luxemburg USA                                                                          | 15.02.2016   | Marta Bermann wurde am 14.11.1914 als Tochter von Leo Bermann und seiner Ehefrau Franziska Bermann, geb. Callmann in Osann geboren, sie heiratete Fritz Falkenstein, ein Sohn (David Bernard) ist bekannt. Die Familie konnte im Jahr 1939 über Luxemburg in die USA fliehen, wo Marta am 28.02.2015 in New York verstarb. |  |
| Paulina Falkenstein     | Bahnhofstraße 63 ·        | | Hier wohnte Paulina Falkenstein Geb. Levi Jg. 1879 Deportiert 1941 Riga Ermordet                                                                       | 15.02.2016   | Paulina Paula Levi wurde am 25.12.1879 als Tochter von Bernhard Levi und Marianne Levi, geb. Löwenthal in Garzweiler geboren. Als Wohnort wurde Hochneukirch, als Beruf Hausfrau angegeben. Sie heiratete Dagobert Falkenstein, zwei Kinder (Erna und Fritz) sind bekannt. Am 11.12.1941 wurde Paulina ab Düsseldorf ins Ghetto Riga deportiert, wo sie ermordet wurde. |  |
| Berta Bella Falkenstein | Bahnhofstraße 65 ·        | Bild gesucht Der Benutzer GeorgDerReisende ( Diskussion ) wünscht sich an dieser Stelle ein Bild vom Ort mit diesen Koordinaten 51.102711 6.464398 . Motiv: Bahnhofstraße 65: Stolperstein für die Familie Falkenstein, die Lage und das Haus Falls du dabei helfen möchtest, erklärt die Anleitung , wie das geht. BW                                             | Hier wohnte Berta Falkenstein Geb. Stern Jg. 1879 Deportiert 1942 Theresienstadt Ermordet 8.12.1942                                                    | 20.12.2016   | Berta Stern wurde am 27.07.1872 in Essen geboren, sie heiratete Leo Falkenstein, ein Sohn (Walter) ist bekannt. Am 25.07.1942 wurde sie ab Düsseldorf mit dem Transport VII/2, No. 401 ins Ghetto Theresienstadt deportiert, wo sie am 08.12.1942 ermordet wurde. |  |
| Leo Falkenstein         | Bahnhofstraße 65 ·        | | Hier wohnte Leo Falkenstein Jg. 1874 Deportiert 1942 Theresienstadt Ermordet 14.4.1943                                                                 | 20.12.2016   | Leo Falkenstein wurde am 20.07.1874 als Sohn von Isaak Falkenstein und Sara Falkenstein, geb. Cohen in Hochneukirch geboren, er heiratete Berta Stern, ein Sohn (Walter) ist bekannt. Am 25.07.1942 wurde er ab Düsseldorf mit dem Transport VII/2, No. 404 ins Ghetto Theresienstadt deportiert, wo er am 15.04.1943 ermordet wurde. |  |
| Walter Falkenstein      | Bahnhofstraße 68 ·        | Bild gesucht Der Benutzer GeorgDerReisende ( Diskussion ) wünscht sich an dieser Stelle ein Bild vom Ort mit diesen Koordinaten 51.102744 6.463985 . Motiv: Bahnhofstraße 68: Stolperstein für Walter Falkenstein, die Lage und das Haus Falls du dabei helfen möchtest, erklärt die Anleitung , wie das geht. BW                                                  | Hier wohnte Walter Falkenstein Jg. 1899 Verhaftet 20.10.1933 Lichtenburg/Esterwegen Entlassen 1934 Deportiert 1941 Riga, Stutthof Geflohen/Überlebt    | 20.12.2016   | Walter Falkenstein wurde am 29.10.1899 als Sohn von Leo Falkenstein und seiner Ehefrau Berta Falkenstein, geb. Stern in Hochneukirch geboren. Am 20.10.1933 wurde er verhaftet und in Lichtenburg/Esterwegen inhaftiert, 1934 dann entlassen. Im Jahr 1941 wurde er über das Ghetto Riga ins KZ Stutthof deportiert. Walter konnte fliehen und überlebte, er starb am 11.08.1969 in Düren. |  |
| Elli Falkenstein        | Bahnhofstraße 70 ·        | Bild gesucht Der Benutzer GeorgDerReisende ( Diskussion ) wünscht sich an dieser Stelle ein Bild vom Ort mit diesen Koordinaten 51.102775 6.464139 . Motiv: Bahnhofstraße 70: Stolpersteine für die Familien Falkenstein und Marx, die Lage und das Haus Falls du dabei helfen möchtest, erklärt die Anleitung , wie das geht. BW                                  | Hier wohnte Elli Falkenstein Geb. De Vries Jg. 1874 Deportiert 1942 Theresienstadt Befreit/Überlebt                                                    | 03.02.2014   | Elli De Vries wurde am 08.11.1874 als Tochter von Moses de Vries und Antoinette de Vries, geb. Jakobs in Goch geboren, sie heiratete Josef Falkenstein, eine Tochter (Miriam) ist bekannt. Elli wurde am 25.07.1942 ab Düsseldorf mit dem Transport VII/2, No. 402 ins Ghetto Theresienstadt deportiert. Elli überlebte und wurde befreit, sie verstarb am 16.03.1966 in Petach Tikwa. |  |
| Josef Falkenstein       | Bahnhofstraße 70 ·        | | Hier wohnte Josef Falkenstein Jg. 1881 Deportiert 1942 Theresienstadt 1944 Auschwitz Ermordet                                                          | 03.02.2014   | Josef Falkenstein wurde am 02.10.1881 als Sohn von Salomon Falkenstein und Bertha Falkenstein geb. Levy in Hochneukirch geboren, ein Bruder (Victor) ist bekannt. Josef heiratete Elli De Vries, eine Tochter (Miriam) ist bekannt. Josef wurde am 25.07.1942 mit dem Transport VII/2, No. 403 ins Ghetto Theresienstadt verbracht und von dort mit dem Transport Er, No. 424 ins KZ Auschwitz deportiert. Er wurde dort ermordet, als Todestag wird der 16.10.1944 genannt. |  |
| Miriam Antoinette Marx  | Bahnhofstraße 70 ·        | | Hier wohnte Miriam Antoinette Marx Geb. Falkenstein Jg. 1914 Flucht 1937 Palästina Überlebt                                                            | 03.02.2014   | Miriam Antoinette Falkenstein wurde am 22.03.1914 als Tochter von Josef Falkenstein und seiner Ehefrau Elli Falkenstein, geb. De Vries in Hochneukirch geboren. Sie heiratete Robert Marx. Miriam und Robert konnten 1937 nach Palästina fliehen, Miriam verstarb 1985 in Israel. |  |
| Robert Marx             | Bahnhofstraße 70 ·        | | Hier wohnte Robert Marx Jg. 1912 Flucht 1937 Palästina Überlebt                                                                                        | 03.02.2014   | Robert Marx wurde 1912 als Sohn von Marx Marx und Frieda Marx, geb. Goldberg in Bedburg geboren, er heiratete Miriam Antoinette Falkenstein. Miriam und Robert konnten 1937 (strittig: Es wird auch das Jahr 1934 genannt) nach Palästina fliehen, Robert verstarb 1986 in Israel. In Bedburg wurde am 02.02.2017 ein weiterer Stolperstein für Robert verlegt. |  |
| Ilse Rübsteck           | Bahnhofstraße 72 ·        | Bild gesucht Der Benutzer GeorgDerReisende ( Diskussion ) wünscht sich an dieser Stelle ein Bild vom Ort mit diesen Koordinaten 51.102797 6.464233 . Motiv: Bahnhofstraße 72: Stolperstein für Ilse und Kurt Rübsteck, Lina Hähnlein, Sofie und Victor Falkenstein, die Lage und das Haus Falls du dabei helfen möchtest, erklärt die Anleitung , wie das geht. BW | Hier wohnte Ilse Rübsteck Geb. Falkenstein Jg. 1922 Deportiert 1941 Riga Befreit                                                                       | 15.02.2016   | Ilse Falkenstein wurde am 10.06.1922 als Tochter von Victor Falkenstein und seiner Ehefrau Sofie Falkenstein, geb. Hähnlein in Hochneukirch geboren, eine Schwester (Ruth (*03.08.1912 in Hochneukirch, +31.12.1994 in Privas)) ist bekannt. Sie heiratete Kurt Rübsteck, eine Tochter (Hannelore, *28.10.1936, +Dezember 1941 im Ghetto Riga) ist bekannt. Ilse wurde 1941 ins Ghetto Riga deportiert, überlebte und wurde befreit. Ilse führte bis in die 70er Jahre einen Friseursalon in Hochneukirch und übernahm anschließend die Leitung eines jüdischen Altenheimes in Köln. Zuletzt lebte sie in einem Altenstift in Ahrweiler, wo sie am 20.07.2017 verstarb. |  |
| Kurt Rübsteck           | Bahnhofstraße 72 ·        | | Hier wohnte Kurt Rübsteck Jg. 1913 Deportiert 1941 Riga Befreit                                                                                        | 15.02.2016   | Kurt Rübsteck wurde am 27.12.1913 als Sohn von Jakob Rübsteck (*16.02.1875 in Hemmerden; Metzger; +15.02.1943 in Theresienstadt) und seiner Ehefrau Henriette Rübsteck, geb. Blum (*18.08.1874 in Hemmerden; +24.01.1943 in Theresienstadt) in Hemmerden geboren, drei Geschwister (Paul *15.03.1905 in Hemmerden; +23.07.1942 in Majdanek, Sabine *10.04.1907 in Hemmerden; +in Riga und Siegfried Fritz *16.02.1916 in Hemmerden; Tod nach April 1942 in Izbica) sind bekannt. Kurt heiratete Ilse Falkenstein, eine Tochter (Hannelore, *28.10.1936, +Dezember 1941 im Ghetto Riga) ist bekannt. Kurt wurde 1941 ins Ghetto Riga deportiert, überlebte und wurde befreit. Kurt starb am 10.01.1988 in Bad Neuenahr. |  |
| Lina Hähnlein           | Bahnhofstraße 72 ·        | | Hier wohnte Lina Hähnlein Jg. 1875 Deportiert 1942 Theresienstadt 1942 Maly Trostenez Ermordet                                                         | 15.02.2016   | Lina Hähnlein wurde am 09.01.1875 als Tochter von Nathan Hähnlein und Mina Hähnlein, geb, Schwab in Hall geboren, eine Schwester (Sofie) ist bekannt. Als Wohnsitze werden München Gladbach, Hochneukirch bzw. Rheydt angegeben. Lina wurde am 25.07.1942 ab Düsseldorf (strittig: Diese Quelle nennt hier Aachen) mit dem Transport VII/2 Da 71, No. 475 ins Ghetto Theresienstadt verbracht. Von dort aus wurde sie am 21.09.1942 mit dem Transport Bp, No. 1312 ins Vernichtungslager Treblinka deportiert, wo sie ermordet wurde. |  |
| Sofie Falkenstein       | Bahnhofstraße 72 ·        | | Hier wohnte Sofie Falkenstein Geb. Hähnlein Jg. 1886 Deportiert 1942 Theresienstadt Ermordet 15.7.1944 Auschwitz                                       | 15.02.2016   | Sofie Hähnlein wurde am 17.03.1886 als Tochter von Nathan Hähnlein und Mina Hähnlein, geb, Schwab in Hall geboren, eine Schwester (Lina) ist bekannt, sie heiratete Victor Falkenstein. Sofie wurde am 25.07.1942 ab Düsseldorf (strittig: Diese Quelle nennt hier Aachen) mit dem Transport VII/2 Da 71, No. 405 ins Ghetto Theresienstadt verbracht. Am 15.05.1944 wurde sie von dort aus mit dem Transport Dz, No. 1841 ins KZ Auschwitz deportiert, wo sie noch am gleichen Tag ermordet wurde. |  |
| Victor Falkenstein      | Bahnhofstraße 72 ·        | | Hier wohnte Victor Falkenstein Jg. 1875 Deportiert 1942 Theresienstadt Ermordet 15.7.1944 Auschwitz                                                    | 15.02.2016   | Victor Falkenstein wurde am 06.03.1875 als Sohn von Salomon Falkenstein und Bertha Falkenstein geb. Levy in Hochneukirch geboren, ein Bruder (Josef) ist bekannt. Victor heiratete Sofie Hähnlein. Victor wurde am 25.07.1942 ab Düsseldorf (strittig: Diese Quelle nennt hier Aachen) mit dem Transport VII/2 Da 71, No. 406 ins Ghetto Theresienstadt verbracht. Am 15.05.1944 wurde er von dort aus mit dem Transport Dz, No. 1840 ins KZ Auschwitz deportiert, wo er noch am gleichen Tag ermordet wurde. |  |
| Alma Maria Oberländer   | Bedburdycker Straße 3 ·   | | Hier wohnte Alma Maria Oberländer Jg. 1907 Deportiert 1943 Theresienstadt 1944 Auschwitz Ermordet                                                      |              | |  |
| Nikolaus Reiff          | Bedburdycker Straße 3 ·   | | Hier wohnte Nikolaus Reiff Jg. 1914 Verhaftet 1943 'Rassenschande' Gefängnis Mönchengladbach Buchenwald Befreit                                        |              | |  |
| Henriette Liffmann      | Blumenstraße 14 ·         | | Hier wohnte Henriette Liffmann Jg. 1858 Deportiert 1942 Theresienstadt 1942 Treblinka Ermordet                                                         | 15.02.2016   | Henriette Liffmann wurde am 27.07.1858 als Tochter von Moses Liffmann und Regina Liffmann, geb. Marx in Neuenhoven (Ortsteil von Jüchen) geboren, als Wohnort wurde Hemmerden angegeben. Sie war ledig, als Beruf wurde Metzgerin genannt. Henriette wurde am 25.07,1942 ab Düsseldorf (strittig: Diese Quelle nennt hier Aachen) mit dem Transport VII/2 Da 71, No. 677 ins Ghetto Theresienstadt verbracht. Von dort aus wurde sie am 21.09.1942 mit dem Transport Bp, No. 1610 ins Vernichtungslager Treblinka deportiert, wo sie ermordet wurde (strittig: Diese Quelle nennt hier Minsk als Todesort). |  |
| Friedrich Frankenberg   | Hochstraße 51 ·           | Bild gesucht Der Benutzer GeorgDerReisende ( Diskussion ) wünscht sich an dieser Stelle ein Bild vom Ort mit diesen Koordinaten 51.100746 6.457234 . Motiv: Hochstraße 51: Stolperstein für die Familie Frankenberg, die Lage und das Haus Falls du dabei helfen möchtest, erklärt die Anleitung , wie das geht. BW                                                | Hier wohnte Friedrich Frankenberg Jg. 1890 Deportiert 1941 Riga 1944 Sutthof Tot 12.9.1944 Buchenwald                                                  | 03.02.2014   | Friedrich Frankenberg wurde am 06.10.1890 als Sohn von Eduard Frankenberg und Amalia Frankenberg, geb. Klein in Recklinghausen geboren. Als Wohnort wurde Hochneukirch sowie als Beruf Uhrmacher angegeben. Er heiratete im Jahr 1919 Sabine Blech, drei Kinder (Hans, Kurt und Margot) sind bekannt. Friedrich wurde am 11.12.1941 ab Düsseldorf ins Ghetto Riga verbracht. Von dort aus wurde er am 09.08.1944 ins KZ Stutthof und weiter (am 16.08.1944) ins KZ Buchenwald deportiert, wo er am 12.09.1944 ermordet wurde. |  |
| Hans Josef Frankenberg  | Hochstraße 51 ·           | | Hier wohnte Hans Josef Frankenberg Jg. 1925 Deportiert 1941 Riga 1944 Stutthof Ermordet in Buchenwald                                                  | 03.02.2014   | Hans Josef Frankenberg wurde am 13,01.1925 als Sohn von Friedrich Frankenberg und seiner Ehefrau Sabine Frankenberg, geb. Blech in Hochneukirch geboren, zwei Geschwister (Kurt und Margot) sind bekannt. Hans wurde am 11.12.1941 ab Düsseldorf ins Ghetto Riga verbracht. Von dort aus wurde er am 09.08.1944 ins KZ Stutthof und weiter (am 13.08.1944) ins KZ Buchenwald deportiert, wo er ermordet wurde. |  |
| Kurt Frankenberg        | Hochstraße 51 ·           | | Hier wohnte Kurt Frankenberg Jg. 1923 Deportiert 1941 Riga Ermordet                                                                                    | 03.02.2014   | Kurt Frankenberg wurde am 29.05.1923 als Sohn von Friedrich Frankenberg und seiner Ehefrau Sabine Frankenberg, geb. Blech in Hochneukirch geboren, zwei Geschwister (Hans und Margot) sind bekannt. Kurt wurde am 11.12.1941 ab Düsseldorf ins Ghetto Riga deportiert, wo er im Juli 1944 ermordet wurde. |  |
| Margot Frankenberg      | Hochstraße 51 ·           | | Hier wohnte Margot Frankenberg Jg. 1919 Deportiert 1941 Riga 1943 Stutthof 1945 Todesmarsch Befreit/Überlebt                                           | 03.02.2014   | Margot Frankenberg wurde am 06.06.1919 als Tochter von Friedrich Frankenberg und seiner Ehefrau Sabine Frankenberg, geb. Blech in Hochneukirch geboren, zwei Geschwister (Hans und Kurt) sind bekannt. Margot wurde am 1.12.1941 ab Düsseldorf ins Ghetto Riga deportiert. Von dort aus wurde sie im September 1944 ins KZ Stutthof deportiert. Margot überlebte den Todesmarsch und wurde im März 1945 durch die Rote Armee in Burggraben (bei Danzig) befreit und überlebte. |  |
| Sabine Frankenberg      | Hochstraße 51 ·           | | Hier wohnte Sabine Frankenberg Geb. Blech Jg. 1888 Deportiert 1941 Riga 1943 Stutthof Befreit/Überlebt                                                 | 03.02.2014   | Sabine Blech wurde am 07.01.1888 (strittig: Diese Quelle gibt 1889 als Geburtsjahr an) als Tochter von Joseph Blech und Juliane Blech, geb. Harf in Hochneukirch geboren. Sie heiratete im Jahr 1919 Friedrich Frankenberg, drei Kinder (Hans, Kurt und Margot) sind bekannt. Sabine wurde am 11.12.1941 ab Düsseldorf ins Ghetto Riga deportiert. Von dort aus wurde sie im September 1944 ins KZ Stutthof deportiert. Sie überlebte den Todesmarsch und wurde im März 1945 durch die Rote Armee in Burggraben (bei Danzig) befreit. Sabine verstarb im Jahr 1951 in Rheydt. |  |
| Bert Sommer             | Hochstraße 86 ·           | Bild gesucht Der Benutzer GeorgDerReisende ( Diskussion ) wünscht sich an dieser Stelle ein Bild vom Ort mit diesen Koordinaten 51.102329 6.459251 . Motiv: Hochstraße 86: Stolperstein für die Familie Sommer, Kurt und Richard Falkenstein und Rosalia Lien, die Lage und das Haus Falls du dabei helfen möchtest, erklärt die Anleitung , wie das geht. BW      | Hier wohnte Bert Sommer Jg. 1940 Deportiert 1942 Minsk Ermordet                                                                                        | 03.02.2014   | Bert Sommer wurde am 14.11.1940 als Sohn von Kurt Sommer und seiner Ehefrau Johanna Sommer, geb. Falkenstein in Köln geboren. Bert wurde am 20.07.1942 ab Köln ins Vernichtungslager Maly Trostinez (strittig: Diese Quelle gibt hier das Ghetto Minsk an) deportiert, wo er ermordet wurde. In Köln wurde ein weiterer Stolperstein für Bert verlegt. |  |
| Johanna Sommer          | Hochstraße 86 ·           | | Hier wohnte Johanna Sommer Geb. Falkenstein Jg. 1906 Deportiert 1942 Minsk Ermordet 1942                                                               | 03.02.2014   | Johanna Falkenstein wurde am 08.08.1906 als Tochter von Gustav Falkenstein und Jeanette Falkenstein, geb. Schnitzler in Hochneukirch geboren, vier Geschwister (Richard, Kurt, Rosalie, Moses Arthur (*16.06.1908, +29.10.1908)). Johanna heiratete im Jahr 1939 Kurt Sommer, ein Kind (Bert) ist bekannt. Johanna wurde am 20.07.1942 ab Köln ins Vernichtungslager Maly Trostinez (strittig: Diese Quelle gibt hier das Ghetto Minsk an) deportiert, wo sie ermordet wurde. In Köln wurde ein weiterer Stolperstein für Johanna verlegt. |  |
| Kurt Falkenstein        | Hochstraße 86 ·           | | Hier wohnte Kurt Falkenstein Jg. 1903 Deportiert 1941 Riga Buchenwald Auf Todesmarsch Ermordet 1945                                                    | 03.02.2014   | Kurt Falkenstein wurde am 05.10.1903 als Sohn von Gustav Falkenstein und Jeanette Falkenstein, geb. Schnitzler in Hochneukirch geboren, vier Geschwister (Richard, Johanna, Rosalie, Moses Arthur (*16.06.1908, +29.10.1908)) sind bekannt. Kurt heiratete Betty Lüchenheim (*03.06.1909,+KZ Stutthof), am 11.12.1941 wurde er ab Düsseldorf ins Ghetto Riga verbracht. Danach sind die bekannten Quellen nicht eindeutig: Diese Quelle berichtet von einer Deportation am 28.08.1944 ins KZ Stutthof, wo Kurt an einem unbekannten Datum ermordet worden sein sollte. Dagegen berichtet diese Quelle von einer Ermordung im September 1943 im Ghetto Riga. Lt. dieser Quelle wurden Kurt und seine Ehefrau direkt nach Ankunft in Stutthof Nach Fluchtversuch erschossen. |  |
| Kurt Sommer             | Hochstraße 86 ·           | | Hier wohnte Kurt Sommer Jg. 1906 'Schutzhaft' 1938 Dachau Deportiert 1942 Minsk Ermordet                                                               | 03.02.2014   | Kurt Sommer wurde am 25.12.1906 als Sohn von Josua und Henriette Sommer in Essen geboren, er heiratete im Jahr 1939 Johanna Falkenstein, ein Kind (Bert) ist bekannt. Kurt wurde vom 15.11.1938 bis zum 28.11.1938 im KZ Dachau in Schutzhaft genommen. Kurt wurde am 20.07.1942 ab Köln ins Vernichtungslager Maly Trostinez (strittig: Diese Quelle gibt hier das Ghetto Minsk an) deportiert, wo er am 24.07.1942 ermordet wurde. In Köln wurde ein weiterer Stolperstein für Kurt verlegt. |  |
| Richard Falkenstein     | Hochstraße 86 ·           | | Hier wohnte Richard Falkenstein Jg. 1902 Flucht 1939 England Überlebt                                                                                  | 03.02.2014   | Richard Falkenstein wurde am 07.08.1902 als Sohn von Gustav Falkenstein und Jeanette Falkenstein, geb. Schnitzler in Hochneukirch geboren, vier Geschwister (Johanna, Kurt, Rosalie, Moses Arthur (*16.06.1908, +29.10.1908)) sind bekannt. Richard konnte am 04.07.1939 nach England fliehen, er verstarb im Dezember 1977 in London. |  |
| Rosalia Lien            | Hochstraße 86 ·           | | Hier wohnte Rosalia Falkenstein Verh. Lien Jg. 1905 Flucht 1939 England Überlebt                                                                       | 03.02.2014   | Rosalia Falkenstein wurde am 05.04.1905 als Tochter von Gustav Falkenstein und Jeanette Falkenstein, geb. Schnitzler in Hochneukirch geboren, vier Geschwister (Johanna, Kurt, Rosalie, Moses Arthur (*16.06.1908, +29.10.1908)) sind bekannt. Rosalie konnte am 04.05.1939 nach England fliehen. Sie heiratete Leopold Lion und verstarb am 08.06.1994. |  |
| Arthur Baroch           | In der Bausch 8 ·         | | Hier wohnte Arthur Baroch Jg. 1910 Verhaftet 1939 Sachsenhausen Ermordet 7.8.1940                                                                      | 15.02.2016   | Arthur Baroch |  |
| Artur Rosentreter       | In der Bausch 8 ·         | | Hier wohnte Artur Rosentreter Jg. 1912 Deportiert 1941 Riga Befreit                                                                                    | 15.02.2016   | Artur Rosentreter |  |
| Berta Baroch            | In der Bausch 8 ·         | | Hier wohnte Berta Baroch Verh. Silberblum Jg. 1913 Deportiert 1941 Riga Befreit                                                                        | 15.02.2016   | Berta Baroch |  |
| Berta Silberblum        | In der Bausch 8 ·         | Bild gesucht Die Wikipedia wünscht sich an dieser Stelle ein Bild vom hier behandelten Ort. Falls du dabei helfen möchtest, erklärt die Anleitung , wie das geht. BW | Hier wohnte Berta Silberblum Verh. Silberblum Jg. 1913 Deportiert 1941 Riga Befreit                                                                    | 15.02.2016   | Berta Silberblum |  |
| Frieda Baroch           | In der Bausch 8 ·         | | Hier wohnte Frieda Baroch Verh. Kerstgens Jg. 1911 Deportiert 1941 Riga 1943 Auschwitz Ermordet                                                        | 15.02.2016   | |  |
| Heinrich Schlösser      | Kreuzstraße 21 ·          | Bild gesucht Der Benutzer GeorgDerReisende ( Diskussion ) wünscht sich an dieser Stelle ein Bild vom Ort mit diesen Koordinaten 51.121386 6.553627 . Motiv: Kreuzstraße 21: Stolperstein für Heinrich Schlösser, die Lage und das Haus Falls du dabei helfen möchtest, erklärt die Anleitung , wie das geht. BW                                                    | Hier wohnte Heinrich Schlösser Jg. 1879 Im Widerstand Mehrmals verhaftet Zuletzt 1943 'Wehrkraftzersetzung' Enthauptet 1.11.1943 Zuchthaus Brandenburg | 03.02.2014   | Heinrich Schlösser wurde am 10.07.1879 in Stessen (heute Jüchen) geboren, er heiratete Elisabeth (Nachname unbekannt), drei Kinder (Heinrich jr., Margarete und Sophia) sind bekannt. Heinrich war von 1919 bis 1925 Abgeordneter für die Kommunistische Partei Deutschlands im Preußischen Landtag. Gleich nach der Machtergreifung der Nationalsozialisten wird er von der Gestapo beschattet und mehrmals verhaftet und inhaftiert (1933, 1938 und 1940). Als eines Tages (im Jahr 1943) von seinem Gärtnereibetrieb zurückkehrt, sieht er, wie ein Bauer und ein Unteroffizier der Wehrmacht französische Kriegsgefangene schikanieren, die Zwangsarbeit leisten und schreitet ein: Das sind doch auch Menschen!. Nach der Anzeige des Unteroffiziers wird Heinrich am 02.08.1943 im Polizeigefängnis Mönchengladbach inhaftiert und nach Berlin überführt. Dort verurteilt ihn der Volksgerichtshof am 01.10.1943 wegen Wehrkraftzersetzung zum Tode. Am 01.11.1943 wurde das Urteil gegen ihn im Zuchthaus Brandenburg mit dem Fallbeil vollstreckt. |  |
| Simon Rotter            | Kölner Straße 22 ·        | Bild gesucht Der Benutzer GeorgDerReisende ( Diskussion ) wünscht sich an dieser Stelle ein Bild vom Ort mit diesen Koordinaten 51.100287 6.506842 . Motiv: Kölner Straße 22: Stolperstein für Simon Rotter, die Lage und das Haus Falls du dabei helfen möchtest, erklärt die Anleitung , wie das geht. BW                                                        | Hier wohnte Simon Rotter Jg. 1898 Berufsverbot Unterrichtet privat bis 1939 Verhaftet 1944 Mauthausen Ermordet 1944                                    | 15.07.2013   | Simon Rotter wurde am 03.05.1898 als Sohn von Salomon Rotter und Eva Rotter, geb. Mandelbaum in Sanok geboren. Am 28.10.1938 wurde Simon nach Bentschen (heute Zbąszyń) abgeschoben. Danach war er in Krakau gemeldet (Quelle). Von einem unbekannten Deportationsort wurde Simon am 10.08.1944 ins KZ Mauthausen deportiert, wo er am 22.12.1944 ermordet wurde. |  |
| Ernst Joseph Mahler     | Odenkirchener Straße 11 · | Bild gesucht Der Benutzer GeorgDerReisende ( Diskussion ) wünscht sich an dieser Stelle ein Bild vom Ort mit diesen Koordinaten 51.101302 6.503078 . Motiv: Odenkirchener Straße 11: Stolperstein für Ernst Joseph Mahler genannt Simons, die Lage und das Haus Falls du dabei helfen möchtest, erklärt die Anleitung , wie das geht. BW                           | Hier wohnte Ernst Joseph Mahler Jg. 1911 Flucht 1935 Holland 1936 Argentinien Überlebt                                                                 | 15.02.2016   | Ernst Joseph Mahler, genannt Simons wurde am 09.05.1911 als Sohn von Rudolf Mahler, genannt Simons (*07.03.1880 in Jüchen, +unbekannt) und Lilly Mahler, genannt Simons, geb. Grueneberg (*16.10.1884 in Arnsberg, +08.05.1945) in Jüchen geboren, zwei Geschwister (Erich (Ludwig) Mahler, genannt Simons, *16.06.1912 in Jüchen, +unbekannt und Erna Johanna Mahler, genannt Simons, gesch. Gaustein, *07.08.1916 in Jüchen, +unbekannt) sind bekannt. Ernst konnte 1935 über Venlo nach Paraguay (1936) und weiter nach Buenos Aires fliehen, wo er am 09.01.1986 verstarb. |  |
| Henriette Cohen         | Odenkirchener Straße 28 · | Bild gesucht Der Benutzer GeorgDerReisende ( Diskussion ) wünscht sich an dieser Stelle ein Bild vom Ort mit diesen Koordinaten 51.102397 6.502176 . Motiv: Odenkirchener Straße 28: Stolperstein für Henriette Cohen und Johanna Meyer, die Lage und das Haus Falls du dabei helfen möchtest, erklärt die Anleitung , wie das geht. BW                            | Hier wohnte Henriette Cohen Jg. 1865 Deportiert 1942 Theresienstadt Freiheitstransport Schweiz 1945 Überlebt                                           | 15.07.2013   | Henriette Cohen wurde am 06.04.1865 als Tochter von Aron Cohen und Jeanetta Cohen, geb. Meyer in Gerresheim geboren, acht Geschwister sind bekannt. Henriette wurde im Jahr 1942 mit dem Transport VII/2 Da 71, No. 352 ab Aachen ins Ghetto Theresienstadt deportiert. Sie überlebte als einer der 1.200 Häftlingen aus dem Ghetto, die im Jahr 1945 freigekauft wurden und am 05.02.1945 mit dem „Freiheitstransport“ in der Schweiz eintrafen. |  |
| Johanna Meyer           | Odenkirchener Straße 28 · | | Hier arbeitete Johanna Meyer Jg. 1864 Deportiert 1942 Theresienstadt Treblinka Ermordet                                                                | 15.07.2013   | Johanna Meyer wurde an 18.05.1864 als Tochter von Leopold Meyer und Josefine Meyer, geb. Hirsch in Sieglar geboren. Johanna wurde am 25.07.1942 ab Düsseldorf ins Ghetto Theresienstadt verbracht. Von dort aus wurde sie am 21.09.1942 ins Vernichtungslager Treblinka deportiert, wo sie ermordet wurde. |  |
| Fritz Cohnen            | Odenkirchener Straße 37 · | Bild gesucht Der Benutzer GeorgDerReisende ( Diskussion ) wünscht sich an dieser Stelle ein Bild vom Ort mit diesen Koordinaten 51.102855 6.499922 . Motiv: Odenkirchener Straße 37: Stolperstein für die Familie Cohnen, die Lage und das Haus Falls du dabei helfen möchtest, erklärt die Anleitung , wie das geht. BW                                           | Hier praktizierte Dr. Fritz Cohnen Jg. 1907 Flucht 1935 Palästina Überlebt                                                                             | 15.07.2013   | Dr. Fritz Cohnen wurde am 22.06.1907 als Sohn von Hugo Cohnen und Klara Cohnen, geb. Levy in Jüchen geboren, ein Bruder (Walter) ist bekannt. Fritz konnte 1935 nach Palästina fliehen und überlebte. Als Todesdatum wird der 25.09.1981 angegeben. |  |
| Hugo Cohnen             | Odenkirchener Straße 37 · | | Hier wohnte Hugo Cohnen Jg. 1877 Deportiert 1941 Lodz/Litzmannstadt 1942 Chelmno/Kulmhof Ermordet 8.5.1942                                             | 15.07.2013   | Hugo Cohnen wurde am 21.09.1877 als Sohn von Salomon Cohnen und Helena Cohnen, geb. Gumpertz in Jüchen geboren, vier Geschwister (Max (*14.05.1864 in Jüchen, +04.11.1937 in Krefeld), Moritz (*27.10.1866 in Jüchen, +31.03.1938 in Krefeld), Emma (*30.05.1873 in Jüchen, +unbekannt) und Rosalie (*14.06.1862 in Jüchen, +07.08.1942 im Ghetto Theresienstadt) sind bekannt. Er heiratete Klara Levy, zwei Söhne (Fritz und Walter) sind bekannt. Hugo wurde am 27.10.1941 ab Düsseldorf ins Ghetto Litzmannstadt verbracht. Von dort aus wurde er am 07.05.1942 ins Vernichtungslager Kulmhof deportiert, wo er am 08.05.1942 ermordet wurde. |  |
| Klara Cohnen            | Odenkirchener Straße 37 · | | Hier wohnte Klara Cohnen Geb. Levy Jg. 1882 Deportiert 1941 Lodz/Litzmannstadt 1942 Chelmno/Kulmhof Ermordet 8.5.1942                                  | 15.07.2013   | Klara Levy wurde am 03.10.1882 in Neersen geboren. Sie heiratete Hugo Cohnen, zwei Söhne (Fritz und Walter) sind bekannt. Klara wurde am 27.10.1941 ab Düsseldorf ins Ghetto Litzmannstadt verbracht. Von dort aus wurde sie am 07.05.1942 ins Vernichtungslager Kulmhof deportiert, wo sie am 08.05.1942 ermordet wurde. |  |
| Walter Cohnen           | Odenkirchener Straße 37 · | | Hier wohnte Walter Cohnen Jg. 1909 Flucht 1937 Brasilien Überlebt                                                                                      | 15.07.2013   | Walter Cohnen wurde am 28.01.1909 als Sohn von Hugo Cohnen und Klara Cohnen, geb. Levy in Jüchen geboren, ein Bruder (Fritz) ist bekannt. Walter konnte 1937 nach Brasilien fliehen, er verstarb am 12.05.1969 in São Paulo. |  |
| Frieda Esser            | Schaan 41 ·               | Bild gesucht Der Benutzer GeorgDerReisende ( Diskussion ) wünscht sich an dieser Stelle ein Bild vom Ort mit diesen Koordinaten 51.112344 6.487289 . Motiv: Schaan 41: Stolperstein für Frieda Esser und Regina Lemm, die Lage und das Haus Falls du dabei helfen möchtest, erklärt die Anleitung , wie das geht. BW                                               | Hier wohnte Frieda Esser Geb. Ullmann Jg. 1882 Deportiert 1943 Theresienstadt Ermordet 16.7.1944                                                       | 15.02.2016   | Frieda Ullmann wurde am 29.10.1882 (Strittig: Diese Quelle gibt 1862 als Geburtsjahr an) in Schelsen als Tochter von Markus Ullmann und Henriette Ullmann, geb. Lieffmann geboren, als Wohnort wird Jüchen angegeben. Von den acht Geschwistern ist eine Schwester (Regina) bekannt. Frieda wurde am 25.07.1942 mit dem Transport VII/3, No. 5 ab Düsseldorf ins Ghetto Theresienstadt deportiert, wo sie am 16.07.1944 ermordet wurde. |  |
| Regina Lemm             | Schaan 41 ·               | | Hier wohnte Regina Lemm Geb. Ullmann Jg. 1869 Deportiert 1942 Theresienstadt Ermordet 6.11.1943                                                        | 15.02.2016   | Regina Ullmann wurde am 05.08.1869 als Tochter von Markus Ullmann und Henriette Ullmann, geb. Lieffmann in Schelsen geboren, als Wohnort wird Jüchen angegeben. Von den acht Geschwistern ist eine Schwester (Frieda) bekannt. Regina wurde am 25.07.1942 mit dem Transport VII/2 Da 71, No. 618 ab Düsseldorf (Strittig: Diese Quelle nennt hier Aachen) ins Ghetto Theresienstadt deportiert, wo sie am 06.11.1943 ermordet wurde. |  |
| Julius Strauss          | Schlossstraße 56 ·        | Bild gesucht Der Benutzer GeorgDerReisende ( Diskussion ) wünscht sich an dieser Stelle ein Bild vom Ort mit diesen Koordinaten 51.135195 6.565901 . Motiv: Schlossstraße 56: Stolperstein für die Familie Strauss, die Lage und das Haus Falls du dabei helfen möchtest, erklärt die Anleitung , wie das geht. BW                                                 | Hier wohnte Julius Strauss Jg. 1881 Deportiert 1941 Riga Ermordet 5.11.1943 Auschwitz                                                                  | 15.02.2016   | Julius Strauss wurde am 18.07.1881 als Sohn von Jakob Strauss und Johanna Strauss, geb. Loewenstein in Eimelrod geboren, er heiratete Lisette Cohnen (*21.01.1883 in Aldenhoven als Tochter von Hermann Cohnen und Julia Cohnen, geb. Neugarten, +06.01.1938 in Glehn). Ein Sohn Walter) ist bekannt. Julius wurde am 11.12.1941 ab Düsseldorf ins Ghetto Riga verbracht. Von dort aus wurde er am 05.11.1941 ins KZ Auschwitz deportiert, wo er (sehr wahrscheinlich) am selben Tag noch ermordet wurde. |  |
| Walter Strauss          | Schlossstraße 56 ·        | | Hier wohnte Walter Strauss Jg. 1907 Flucht 1936 Frankreich Mit Hilfe Überlebt                                                                          | 15.02.2016   | Walter Strauss wurde am 18.07.1907 als Sohn von Julius Strauss und seiner Ehefrau Lisette Strauss, geb. Cohnen in Mülheim geboren. Walter konnte 1936 nach Frankreich fliehen, wo er mit Hilfe überlebte. Walter starb am 10.10.1977 in Aldenhoven. |  |
| Karl Frenkel            | Silostraße 2 ·            | Bild gesucht Der Benutzer GeorgDerReisende ( Diskussion ) wünscht sich an dieser Stelle ein Bild vom Ort mit diesen Koordinaten 51.097952 6.500701 . Motiv: Silostraße 2: Stolperstein für die Familie Frenkel, die Lage und das Haus Falls du dabei helfen möchtest, erklärt die Anleitung , wie das geht. BW                                                     | Hier wohnte Karl Frenkel Jg. 1887 Gedemütigt/Entrechtet Denunziert Flucht in den Tod 30.7.1935                                                         | 15.07.2013   | Karl Frenkel wurde am 08.01.1887 als Sohn von Gabriel Hermann Frenkel und Rosa Frenkel, geb. Tannenbaum in Mönchengladbach geboren, fünf Geschwister (Selma, Rosa (*08.10.1884 in Jüchen, +unbekannt), Sali (06.12.1893 in Jüchen, +1936 in Düsseldorf), Helena, verh. Roer (21.01.1883 in Jüchen, +08.05.1945 im Vernichtungslager Kulmhof) und Johanna (Hulda), verh. Wallach (*31.12.1880 in Jüchen, +08.05.1945 im Ghetto Riga)) sind bekannt. Gedemütigt, entrechtet und denunziert flüchtete Karl am 30.07.1935 in Mönchengladbach in den Tod. |  |
| Selma Frenkel           | Silostraße 2 ·            | | Hier wohnte Selma Frenkel Jg. 1889 Gedemütigt/Entrechtet Flucht in den Tod 1.8.1938                                                                    | 15.07.2013   | Selma Frenkel wurde am 14.04.1889 als Tochter von Gabriel Hermann Frenkel und Rosa Frenkel, geb. Tannenbaum in Jüchen geboren, fünf Geschwister (Karl, Rosa, Sali, Helena, verh. Roer und Johanna (Hulda), verh. Wallach) sind bekannt. Gedemütigt, entrechtet und denunziert flüchtete Selma am 01.08.1935 in Mönchengladbach in den Tod. |  |
| Erich Meyer             | Wickrather Straße 27 ·    | Bild gesucht Der Benutzer GeorgDerReisende ( Diskussion ) wünscht sich an dieser Stelle ein Bild vom Ort mit diesen Koordinaten 51.100735 6.450805 . Motiv: Wickrather Straße 27: Stolperstein für die Familie Meyer, die Lage und das Haus Falls du dabei helfen möchtest, erklärt die Anleitung , wie das geht. BW                                               | Hier wohnte Erich Meyer Jg. 1914 Flucht 1937 Kolumbien Überlebt                                                                                        | 03.02.2014   | Erich Meyer wurde am 22.01.1914 als Sohn von Walter Meyer (*28.07.1889 in Oberwinter, +17.09.1914 in Frankreich gefallen) und Frieda Meyer. geb. Harf in Hochneukirch geboren. Als Kommunist gab es einige Zusammenstöße mit SA-Leuten, was mit einer einmonatigen Haftstrafe endete. Im Jahr 1936 heiratete er Alice Nathan (*12.01.1920 in Wiesdorf, +01.10.1991 in Hochneukirch), beide können (Erich 1937, Alice 1938) nach Kolumbien fliehen. Nach dem Krieg zogen beide nach Hochneukirch zurück, wo Erich am 02.10.1987 verstarb. |  |
| Frieda Meyer            | Wickrather Straße 27 ·    | | Hier wohnte Frieda Meyer Geb. Harf Jg. 1879 Deportiert 1941 Riga Ermordet                                                                              | 03.02.2014   | Frieda Harf wurde am 17.09.1879 als Tochter von Leiser Harf und Johanna Harf, geb. Blankenstein in Hochneukirch geboren, als Beruf wird Putzmacherin angegeben. Sie heiratete im Jahr 1910 Walter Meyer, ein Sohn (Erich) ist bekannt. Am 11.12.1941 wurde Frieda ab Düsseldorf ins Ghetto Riga deportiert, wo sie ermordet wurde. |  |
| Berta Frenkel           | Wilhelmstraße 33/35 ·     | Bild gesucht Der Benutzer GeorgDerReisende ( Diskussion ) wünscht sich an dieser Stelle ein Bild vom Ort mit diesen Koordinaten 51.098928 6.500446 . Motiv: Wilhelmstraße 33/35: Stolpersteine für die Familien Frenkel und Mahler, die Lage und das Haus Falls du dabei helfen möchtest, erklärt die Anleitung , wie das geht. BW                                 | Hier wohnte Berta Frenkel Jg. 1885 Deportiert 1941 Riga Ermordet 1942                                                                                  | 15.07.2013   | Berta Frenkel wurde am 18.10.1885 als Tochter von Bernhard Frenkel und Anna Frenkel, geb. Tannenbaum in Jüchen geboren, sechs Geschwister (Carl (*04.05.1889 in Jüchen, +08.05.1945 im Ghetto Izbica), Frieda, Hermann (*02.02.1882 in Jüchen, +08.08.1935 in Ehrenfeld), Selma (*28.01.1892 in Jüchen, +08.05.1945 im Vernichtungslager Kulmhof), Rosa, verh. Herrmanns (*29.12.1883 in Jüchen, +nach dem 07.05.1941 im KZ Buchenwald) und Lina, verh, Vorrath (*13,10.1896 in Jüchen, +22.03.1962 in Bonn) sind bekannt. Berta wurde am 11.12.1941 ab Düsseldorf ins Ghetto Riga deportiert, wo sie im Jahr 1942 ermordet wurde. |  |
| Frieda Frenkel          | Wilhelmstraße 33/35 ·     | | Hier wohnte Frieda Frenkel Jg. 1894 Deportiert 1941 Riga Ermordet 1942                                                                                 | 15.07.2013   | Frieda Frenkel wurde am 14.04.1894 als Tochter von Bernhard Frenkel und Anna Frenkel, geb. Tannenbaum in Jüchen geboren, sechs Geschwister Carl, Berta, Hermann, Selma, Rosa und Lina) sind bekannt. Frieda wurde am 11.12.1941 ab Düsseldorf ins Ghetto Riga deportiert, wo sie ermordet wurde. |  |
| Hans Mahler             | Wilhelmstraße 33/35 ·     | | Hier wohnte Hans Mahler Jg. 1911 Verhaftet 9.12.1939 Sachsenhausen Ermordet 14.4.1942                                                                  | 15.07.2013   | Hans Mahler wurde an 25.06.1911 (Strittig: Diese Quelle nennt 1912 als Geburtsjahr) als Sohn von Moses Mahler, genannt Simons und Henriette Mahler, genannt Simons, geb. Zander in Jüchen geboren, zwei Geschwister (Johanna und Hilde) sind bekannt. Hans konnte nach Amsterdam fliehen, wurde aber am 09.12.1939 verhaftet, im Durchgangslager Westerbork interniert und ins KZ Sachsenhausen deportiert. Dort wurde er am 14.04.1942 ermordet. |  |
| Henriette Mahler        | Wilhelmstraße 33/35 ·     | | Hier wohnte Henriette Mahler Geb. Zander Jg. 1871 Flucht 1941 Argentinien Überlebt                                                                     | 15.07.2013   | Henriette Zander wurde am 19.07.1871 als Tochter von Philipp, genannt Emanuel Zander und Karolina Zander, geb. Baumgarten in Wanlo geboren. Sie heiratete Moses Mahler, drei Kinder (Hans, Johanna (*22.01.1913 in Jüchen, +unbekannt) und Hilde) sind bekannt. Henriette konnte 1941 nach Argentinien fliehen und überlebte den Holocaust. |  |
| Hilde Mahler            | Wilhelmstraße 33/35 ·     | | Hier wohnte Hilde Mahler Jg. 1915 Flucht 1938 Argentinien Überlebt                                                                                     | 15.07.2013   | Hilde Mahler wurde am 04.10.1915 als Tochter von Moses Mahler, genannt Simons und Henriette Mahler, genannt Simons, geb. Zander in Jüchen geboren, zwei Geschwister (Johanna und Hans) sind bekannt. Hilde konnte 1941 nach Argentinien fliehen und überlebte den Holocaust. |  |
| Moses Mahler            | Wilhelmstraße 33/35 ·     | | Hier wohnte Moses Mahler Jg. 1878 Flucht 1941 Argentinien Überlebt                                                                                     | 15.07.2013   | Moses Mahler wurde am 16.06.1878 als Sohn von Joseph Mahler, genannt Simons und Johanna Mahler, genannt Simons, geb. Mendel in Jüchen geboren. Er heiratete Henriette Zander, drei Kinder (Hans, Johanna und Hilde) sind bekannt. Moses konnte 1941 nach Argentinien fliehen und überlebte den Holocaust. |  |
| Otto Oberländer         | Wilhelmstraße 37 ·        | Bild gesucht Der Benutzer GeorgDerReisende ( Diskussion ) wünscht sich an dieser Stelle ein Bild vom Ort mit diesen Koordinaten 51.098819 6.500031 . Motiv: Wilhelmstraße 37: Stolperstein für Otto Oberländer, die Lage und das Haus Falls du dabei helfen möchtest, erklärt die Anleitung , wie das geht. BW                                                     | Hier wohnte Otto Oberländer Jg. 1905 Verhaftet 17.9.1944 Gefängnis Mönchengladbach 1944 Lager Eschershausen Deportiert 1945 Theresienstadt Befreit     |              | |  |